# پاسکال لژیتیموس
پاسکال لژیتیموس (فرانسوی: Pascal Légitimus‎؛ زادهٔ ۱۳ مارس ۱۹۵۹) بازیگر، کارگردان فیلم، تهیه‌کننده فیلم و فیلم‌نامه‌نویس ارمنی‌تبار اهل فرانسه است.
وی بازیگر فیلم‌هایی همچون تلفن همیشه دو بار زنگ میزند!!، نیمکت‌های پارک و شازده کوچولو بوده است.

## یادداشت
1. ↑  Թեո Լեժիտիմուս
2. ↑  Մադլեն Քամբուրյան